# Buková hora (berg i Tjeckien, lat 49,53, long 13,55)
Buková hora är en kulle i Tjeckien. Den ligger i den västra delen av landet, 90 km sydväst om huvudstaden Prag. Toppen på Buková hora är 659 meter över havet, eller 154 meter över den omgivande terrängen. Bredden vid basen är 19,4 km.
Terrängen runt Buková hora är platt åt sydväst, men åt nordost är den kuperad.Runt Buková hora är det ganska glesbefolkat, med 23 invånare per kvadratkilometer. Närmaste större samhälle är Blovice, 5,5 km norr om Buková hora. Omgivningarna runt Buková hora är en mosaik av jordbruksmark och naturlig växtlighet.